# اسلام ساتپایف
اسلام ساتپایف (انگلیسی: Islam Satpayev؛ زادهٔ ۲۱ سپتامبر ۱۹۹۸) تیرانداز اهل قزاقستان است.
وی در مسابقات کشوری و بین‌المللی در مجموع برندهٔ ۳ مدال نقره، ۵ مدال برنز شده است.